# Free & Easy
《Free & Easy》（自由自在）是日本歌手濱崎步第26張單曲，2002年4月24日於日本發售。本作首次採用了防盜版技術的Copy Control CD。

## 說明
自1999年的《Boys & Girls》以來，濱崎步的單曲內都包含了大量的混音曲目。但從此單曲開始，單曲內的混音曲目數量開始大量減少，亦或是不收錄混音曲目。
本作發行時，與雑誌《Free & Easy》，與此同時推出該雜誌的別刊《滨崎共和国》（英語：Free & Easy special edition : “Hamasaki Republic”）寫真集。並且於2002年的個人巡迴演唱會中，再次以“浜崎共和国”為主題，舞臺加入了寫真集中出現的中世紀時代的神殿設計，從當年10月12日起每逢星期六晚上11：30開始，濱崎步又親自為日本富士電視台主持一個關於音樂、時裝兼搞笑名為“濱崎共和國”的定期節目。在其中濱崎步以君臨天下的女王身份出現，並且邀請其他知名藝人扮演大臣。
另外，編曲者HΛL由〈Free & Easy〉一曲奪得日本唱片大賞的編曲賞。

## 收錄歌曲
全曲作詞：濱崎步
1. Free & Easy "Original Mix"
作曲：CREA + D・A・I／編曲：HΛL
Panasonic MD「PM57MD」廣告歌曲
2. Naturally "dolly remix"
KOSÉ「VISÉE」電視廣告歌曲
3. still alone "Warp Brothers Extended Mix"
《ayu-mi-x 4 + selection》收錄曲
4. Free & Easy "Original Mix -Instrumental-"